# André Roulland
Pour les articles homonymes, voir Roulland.
André Roulland, né le 7 novembre 1917 à Tamniès et décédé le 20 janvier 2008 au Le Buisson-de-Cadouin, est un homme politique français.

## Biographie
Ex-député UDR, André Roulland a été condamné en juillet 1975 à 3 ans de prison avec sursis pour son rôle dans le scandale financier du Patrimoine Foncier, en même temps que Claude Lipsky (5 ans ferme) et Victor Rochenoir. Cette affaire est mêlée à celle de la Garantie foncière.

## Mandats électifs
- Député de la vingt-quatrième circonscription de Paris (1958-1962, 1967-1968)